# Јован Драгаш
Јован Драгаш Дејановић (око 1343— око 1378) био је српски деспот из породице Дејановића, који је након распада Српског царства са братом Константином и мајком Теодором управљао пространом облашћу, која је обухватала југоисточне делове данашње Србије, источне делове данашње Северне Македоније и југозападне делове данашње Бугарске.
Био је син деспота Дејана и Теодоре Немањић, сестре Душана Силног. Његов отац је владао пространом облашћу која је обухватала простор између Прешева, Куманова и Велбужда. После његове смрти или повлачења у манастир, малолетне Јована и Константина привремено је потиснуо севастократор Влатко Паскачић, уз подршку Мрњавчевића.
Цар Урош је Јовану, као блиском сроднику (брату од тетке), доделио титулу деспота, са којом се он у изворима први пут јавља 1373. године.
Обнова и ширење власти браће Дејановић, почиње после Маричке битке 1371. године. Они су, користећи се тадашњим приликама, обновили очеву државу и удвостручили је. Потиснули Влатковог малолетног сина, кесара Угљешу и овладали Прешевом, Иногоштем (Сурдулица), Славиштем и Врањем. Преузели су и област деспота Јована Оливера (Овче Поље и област дуж леве обале Вардара) од његових малолетних синова, а запосели су и део некадашњих поседа Мрњавчевића у источном делу данашње Македоније. Браћа Драгаши су након 1371. године признали врховну власт султана Мурата I, али се сматра да су ова ширења извели без османске војне помоћи и да су у својој области задржали велики степен независности.
Јован Драгаш је умро око 1378. године, а владавину над државом Дејановића је преузео његов млађи брат Константин, коме се све више у владавини прикључује њихова мајка, монахиња Јевгенија.
Претпоставља се да област Драгачево у Моравичком округу носи име по Јовану Драгашу. Цар Душан је дао на управу Јовановом оцу севастократору и деспоту Дејану, родоначелнику династије Дејановића илити Драгаша а Јовану је након поделе са братом Константином припала област десно од Моравице (Западне Мораве). Одатле и веза са Драгашевим именом.